# Windsor (California)
Windsor è una città della Sonoma County, California, Stati Uniti. La popolazione stimata nel 2008 era di 26 437 abitanti.